# 영천서원
영천서원(寧川書院)은 대한민국 전북특별자치도 임실군에 있는, 조선 중종(재위 1506 ∼ 1544) 때 기묘사화로 희생된 안처순을 중심으로 정환·정황·이대병 등의 위패를 모신 서원이다. 1984년 4월 1일 전라북도의 문화재자료 제20호로 지정되었다.

## 개요
조선 중종 (재위 1506 ∼ 1544) 때 기묘사화로 희생된 안처순을 중심으로 정환·정황·이대병 등의 위패를 모신 서원이다.
안처순은 조선 중기 문신으로 지방학교를 발전시키고자 노력한 사람이다.
영천서원은 광해군 11년(1619)에 세웠으며, 숙종 12년(1686)에 나라에서 현판을 내려 사액서원이 되었다. 고종 5년(1868)에 철거되었다가 광복 후에 후손들이 다시 세워 오늘에 이르고 있다.
사당은 앞면 3칸·옆면 2칸 규모의 건물로, 지붕은 옆면에서 볼 때 사람 인(人)자 모양인 맞배지붕이다. 공부하는 장소인 강당 역시 맞배지붕으로 꾸몄으며, 규모는 앞면 3칸·옆면 2칸으로 되어 있다.
이 서원은 근처에 있는 30여개 서원 중에서 유일한 사액서원으로 권위가 높아 뛰어난 학자들이 멀리서까지 몰려왔다고 한다.

## 참고 자료
- 영천서원 - 국가유산청 국가유산포털